# Benediktinski samostan sv. Marije u Splitu
Ženski samostan sv. Marije de Taurello je bio ženski rimokatolički samostan u Splitu. Samostan je iz 12. stoljeća. Nalazi se blizu gradske ribarnice. U njemu su bile sestre benediktinke.

## Povijest
Najveći ženski benediktinski samostan u Splitu, utemeljen je u 11.st., u blizini zapadnih gradskih zidina koje su se pružale današnjim Obrovom. Visoka četverokatna kula i danas dominira u ulici Obrov. Dovršavao se još u 14. stoljeću, od kada je južni gotički portal sačuvan u današnjoj ulici Kraj sv. Marije. U 16. stoljeću dobiva glavni crkveni portal renesansnoga sloga koji je bio uklonjen prije Drugog svjetskog rata, ali sačuvan u Muzeju grada Splita, te je danas restauriran na izvornom mjestu, u Domaldovoj ulici. Samostan je ukinut u doba francuske uprave u Dalmaciji 1807-1808. godine. Dijelom je porušen 1937. radi gradnje monumentalno zamišljene, nedovršene pravoslavne crkve sv. Save. Uz spomenuti gotički i renesansni portal, od starog samostana sačuvani su i trijemovi samostanskog dvorišta.
U samostan se ulazilo kroz atrij koji je vodio u dvorište. Iz dvorišta se ulazilo u crkvu. U crkvi su bile dvije kapele i sakristija. Na južnom se zidu samostana nalazi grb splitske obitelji Cipci. Datira iz 14. stoljeća. Na samostanski je zid uzidan uzidan prigodom dogradnje samostana u 17. ili 18. stoljeću. Bio je dijelom gotičkog višedijelnog prozora.
Godine 1711., u ovomje samostanu podignuta kapela posvećena Gospi. Dopuštenje za gradnju dao je nadbiskup Stjepan Cupilli 14. kolovoza 1711., kapelu je dao podići donator Ivan Vicko Dumaneo a nadbiskup Cupilli je blagoslovio 24. lipnja 1716. kapelicu, nakon što su svi radovi bili gotovi. Kapela je sadržavala jednu štovanu sliku Gospe s Djetetom. Slika je još onda bila stara. Godone 1819. je prenesena u crkvu na Sustipanu. Samostanu je pripadala kuća Jurašin, koju je davao u najam.
Samostan je ukinut 1807. godine, za Napoleonove vlasti. Nakon što je ukinut, inventar mu je raspršen ili uništen. Država je ovaj samostanski sklop prvo rabila za vojarnu. Poslije je ovaj prostor služio kao skladište duhana i za žandarmeriju. Dio objekta pripao je u ruke privatnih ili inih pravnih osoba. Godine 1819., Vicko Andrić je za ovaj prostor projektirao kazalište. Do 20. stoljeća samostan je bio ruševina.
Od katoličkog je samostana danas ostao trag u imenu ulice koja se zove kraj sv. Marije.

## Zaštita
Pod oznakom Z-5953 zavedena je kao nepokretno kulturno dobro - pojedinačno, pravna statusa zaštićena kulturnog dobra, klasificirano kao sakralno-profana graditeljska baština.